# Самоконтроль
Самоконтро́ль  (англ. self-control) — способность контролировать свои эмоции, мысли, поведение. Самоконтроль основывается на воле — высшей психической функции, определяющей способность человека принимать осознанные решения и претворять их в жизнь. Самоконтроль тесно связан с понятием психической саморегуляции. Самоконтроль является важнейшим элементом в способности человека достигать поставленных целей. Уровень самоконтроля определяется как врождёнными генетическими характеристиками, так и психологическими навыками человека. Самоконтроль противопоставляется импульсивности — неспособности противостоять сиюминутным соблазнам.
Нейрофизиологические процессы, отвечающие за самоконтроль, сосредоточены во многих областях мозга, но наиболее важной для самоконтроля считается лобная доля головного мозга. Повреждения лобной доли (или её врождённые патологии) ведут к нарушению самоконтроля; агрессивное и преступное поведение также часто связываются с патологией лобной доли.
По Канеману самоконтроль обеспечивается функционированием Системы 2 психики человека, которая обеспечивает выделение внимания, необходимого для сознательных умственных усилий, в том числе для выполнения сложных и эмоционально напряжённых рассуждений и действий[значимость факта?].

## Самоконтроль в физической культуре
Самоконтроль в физической культуре при СССР состоял из двух показателей — объективных данных (вес, динамометрия, спирометрия, пульс) и субъективных данных (самочувствие, сон, аппетит, настроение, работоспособность, общее состояние). Понятие о тренировке, утомлении, перетренировке, «выходе из формы», организация режима, труд и отдых при тренировке, питание и питьевой режим, половая жизнь и тренировка.

## Эксперимент Уолтера Мишеля
В 1960-х Уолтер Мишель провёл среди детей эксперимент, который назвал «зефирным тестом». В ходе теста 4-летним детям давали по куску зефира и просили их думать о том, какой он сладкий. Ребёнку предлагалось либо съесть кусок сразу, либо подождать 15 минут и тогда получить дополнительный кусок.
В течение следующих 40 лет Мишель наблюдал за жизненными успехами участников теста, проводил психологические тесты, сравнивал их учебные и карьерные достижения, личную жизнь, измерял индекс массы тела. В 2006 году, закончив исследования, Мишель заключил, что у поддавшихся искушению уровень стресса, зависимостей, эмоциональных и межличностных проблем был в среднем намного выше, чем у тех, кто не съел зефир сразу. На основании результатов эксперимента Мишель сделал вывод, что самоконтроль играет важнейшую роль в долгосрочном предсказании успехов и качества жизни человека.